# برنی ویلکینسن
برنی ویلکینسن (به انگلیسی: Bernie Wilkinson) بازیکن فوتبال زادهٔ ۱۲ سپتامبر ۱۸۷۹ اهل انگلستان بود که سابقهٔ بازی در تیم ملی فوتبال انگلستان را در کارنامهٔ خود دارد. وی در تاریخ ۹ آوریل ۱۹۰۴ تنها بازی ملی خود را در مقابل تیم ملی فوتبال اسکاتلند انجام داد.